# Dendrobium sulcatum
Dendrobium sulcatum är en orkidéart som beskrevs av John Lindley. Dendrobium sulcatum ingår i släktet Dendrobium, och familjen orkidéer. Inga underarter finns listade i Catalogue of Life.

## Bildgalleri

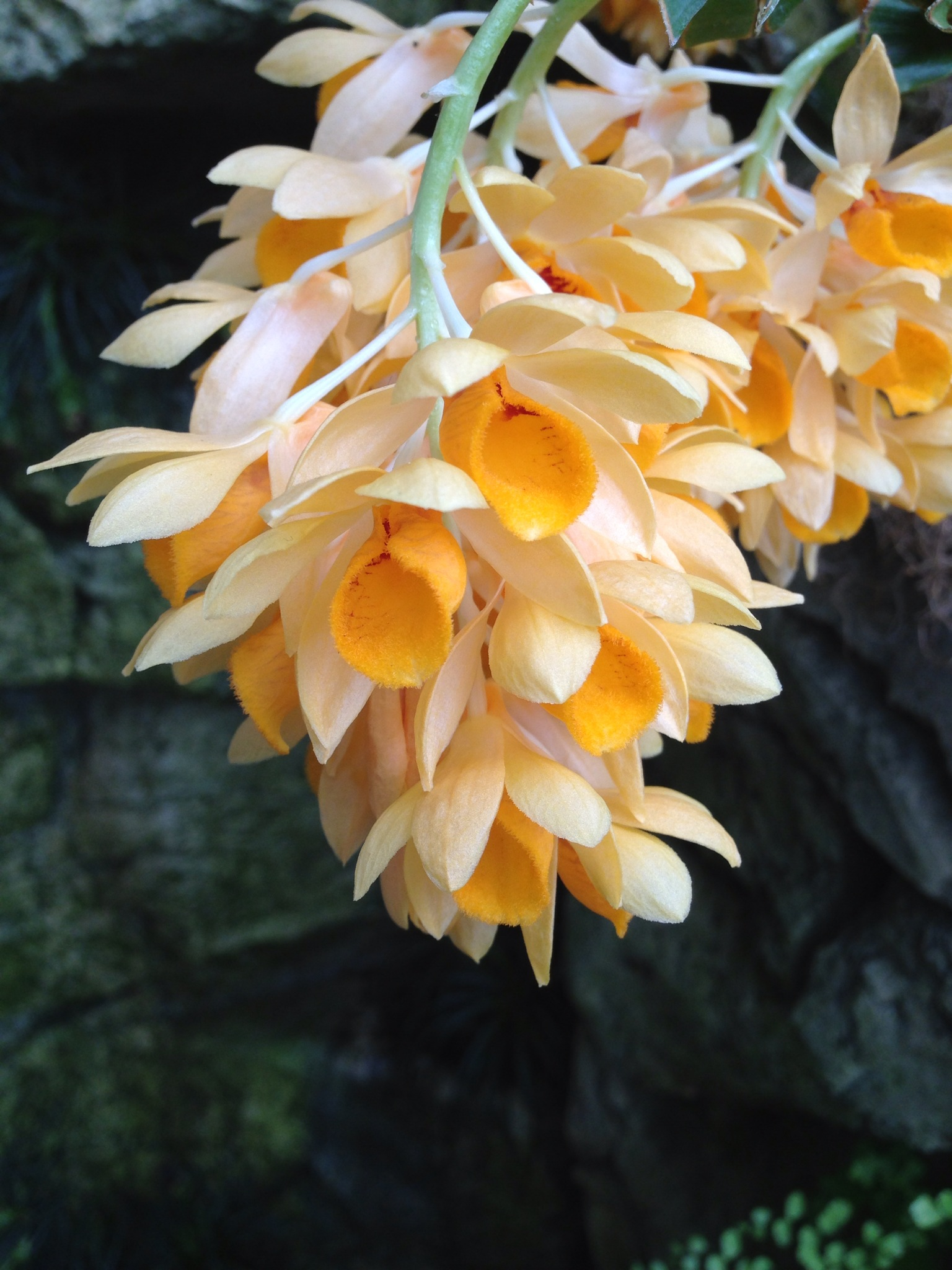
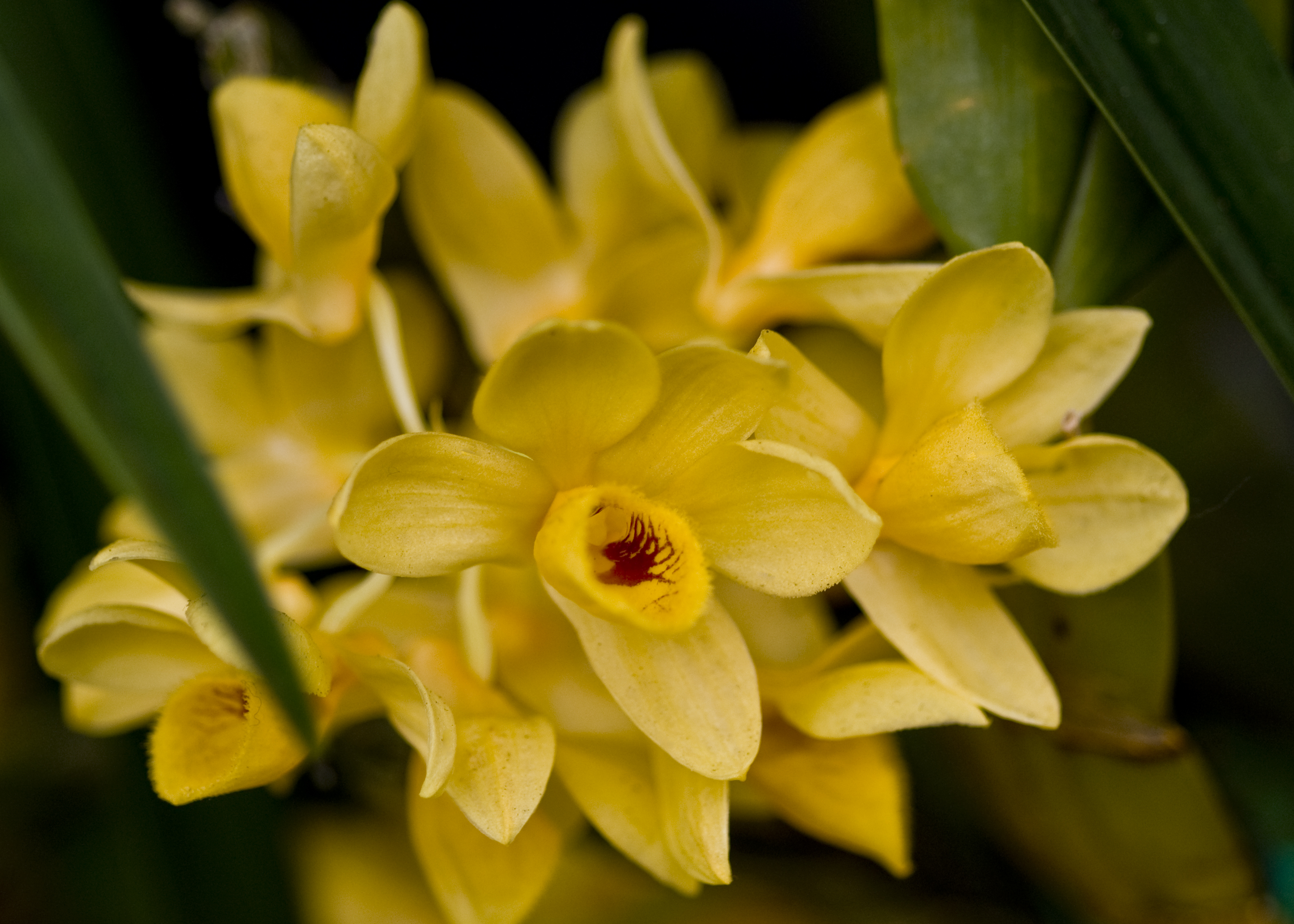
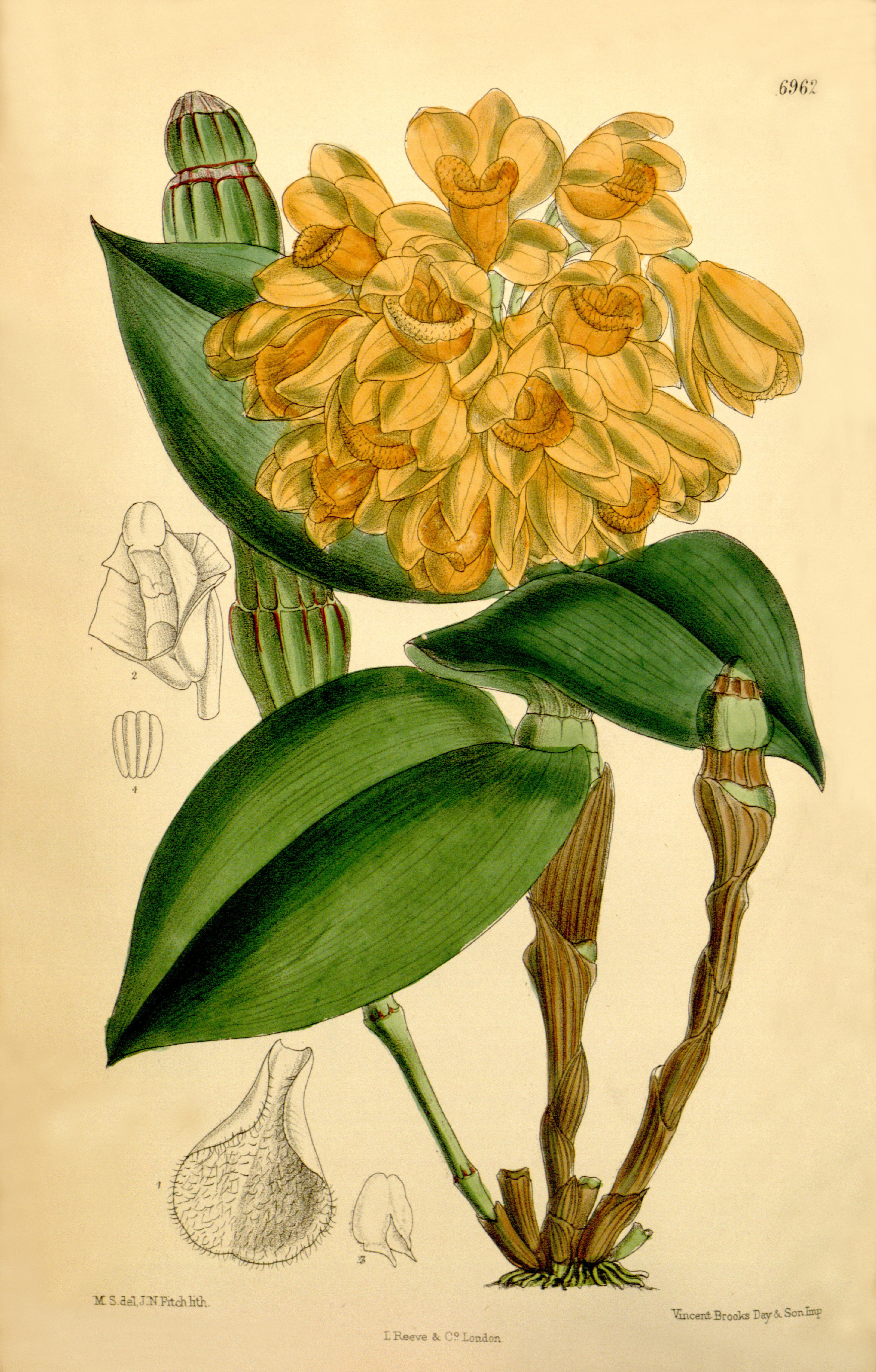